# Trolleybus de Vladivostok
Le trolleybus de Vladivostok (en russe : Владивостокский троллейбус) est un des systèmes de transport en commun de Vladivostok, dans le kraï du Primorié, en Russie.